# Takashi Irie
Takashi Irie (入江 隆 (?); 10 maggio 1958) è un ex lottatore giapponese, specializzato nella lotta libera.

## Palmarès

### Olimpiadi
- 1 medaglia:
  - 1 argento (Los Angeles 1984 nei 48 kg)

### Giochi asiatici
- 2 medaglie:
  - 1 oro (Bangkok 1978 nei 48 kg)
  - 1 bronzo (Seul 1986 nei 48 kg)

### Campionati asiatici
- 1 medaglia:
  - 1 oro (Jalandhar 1979 nei 48 kg)